# 及川規
及川 規（おいかわ ただし、1893年（明治26年）5月26日 - 1981年（昭和56年）11月26日）は、大正から昭和期の教育者、弁護士、政治家。衆議院議員。

## 経歴
岩手県江刺郡岩谷堂町（江刺町、江刺市を経て現奥州市）で生まれる。岩手師範学校を経て、1917年（大正6年）東京高等師範学校（のち東京教育大学）を卒業。
岩手県師範学校教諭、島根県立杵築中学校（現島根県立大社高等学校）教諭を歴任。1920年（大正9年）高等試験行政科試験に合格。神奈川県視学官に就任。その後、横浜市で弁護士を開業し、横浜弁護士会副会長も務めた。その他、私立本牧中学校（のち現在の横浜中学校・高等学校に合併）校長兼理事長となった。
1946年（昭和21年）4月の第22回衆議院議員総選挙に岩手県選挙区から日本社会党公認で出馬して当選し、衆議院議員に1期在任した。以後、岩手県第2区から第23回、第24回総選挙に立候補したがいずれも落選した。
その後、川崎市で弁護士として活動した。
1951年（昭和26年）と1959年（昭和34年）の川崎市長選挙に日本社会党公認で立候補したが、いずれも落選した。

## 親族
- 妻 及川トミ（教育者、婦人運動家）[4]
- 娘婿 片方善治（工学博士）[4]